# NGC 1542
NGC 1542 is een spiraalvormig sterrenstelsel in het sterrenbeeld Stier. Het hemelobject werd op 18 november 1863 ontdekt door de Duitse astronoom Albert Marth.

## Synoniemen
- PGC 14800
- UGC 3003
- MCG 1-11-16
- ZWG 418.17
- KARA 145
- IRAS04145+0439